# Hatos Pál
Hatos Pál (1971. április 2. –) magyar történész, jogász.

## Élete
Az ELTE-n szerzett magyar nyelv és irodalom, illetve történelem szakos középiskolai tanári oklevelet, állam- és jogtudományi diplomát, valamint történettudományi PhD fokozatot.
A Budapesti Piarista Gimnáziumban kezdett tanítani, majd az ELTE Művelődéstörténeti Tanszékén oktatott. Doktori fokozatát 2000-ben szerezte meg a genfi reformáció eszmetörténetéről szóló értekezésével. 2001/2003-ban és 2004/2005-ben az USA-ban az Indiana Universityn volt vendégtanár.
Tudományos munkája mellett dolgozott az Igazságügyi Minisztériumban, az Oktatási Minisztériumban öt évig vezette a Magyar Ösztöndíj Bizottság Irodáját, majd 2006-2010 között a Moholy-Nagy Művészeti Egyetem kancellárja volt. 2010-2014 között a Balassi Intézetet vezette. 2014-ben az Európai Unió Kulturális Intézeteinek Egyesülete (EUNIC) alelnökévé választották. 2015-től a Kaposvári Egyetem Rippl-Rónai Művészeti Karának dékánja, ahol a Művészetelméleti- és Művelődéstudományi Intézetnek az igazgatója.
2019-től a Nemzeti Közszolgálati Egyetem Eötvös József Kutatóközpontja Közép-Európa Intézetének igazgatója.

## Művei
- 1995 Történelem és teológia kereszteződésében. Ernst Troeltsch reneszánsza. Protestáns Szemle 4/1, 74-77.
- Reformáció és történeti hagyomány. A genfi reformációkép változásai a XVI-XX. században a historiográfiai elemzés tükrében; Osiris, Budapest, 2001 (Doktori mestermunkák)
- Választott népek és a vereség kultúrája. Esszék a modern eszmetörténet vallásos kontextusainak köréből; Ráció, Budapest, 2013
- 2014 Kisebbség és többség között – A magyar és a zsidó/izraeli etnikai és kulturális tapasztalatok az elmúlt századokban (tsz. Novák Attila)
- 2016 Szabadkőművesből református püspök – Ravasz László élete. Budapest
- 2018 Az elátkozott köztársaság – Az 1918-as összeomlás és forradalom története
- Rosszfiúk világforradalma. Az 1919-es Magyarországi Tanácsköztársaság története; Jaffa Kiadó, Budapest, 2021 (Modern magyar történelem)